# Molophilus subsagax
Molophilus subsagax är en tvåvingeart som beskrevs av Alexander 1939. Molophilus subsagax ingår i släktet Molophilus och familjen småharkrankar. Inga underarter finns listade i Catalogue of Life.